# Ludvig Ferdinand av Bayern
Ludvig Ferdinand av Bayern Maria Karl Heinrich Adalbert Franz Philipp Andreas Konstantin, född 22 oktober 1859 i Madrid, död 23 november 1949, var son till Adalbert av Bayern (1828-1875) och hans maka, Amalia, infanta av Spanien (1834-1905).
Gift sedan 1883 med Maria de la Paz av Spanien, (1862-1946) dotter till Isabella II av Spanien.

## Barn
- Ferdinand Maria av Bayern, infant av Spanien (1884-1958) ; gift 1:o 1906 med sin kusin Maria Teresa av Spanien (1882-1912) ; gift 2:o 1914 med Maria Luisa de Silva y Fernández de Henestrosa Duquesa de Talavera de la Reina, infanta av Spanien 1927 (1870-1955)
- Adalbert (1886-1970); gift 1919 med Augusta von Seefried auf Buttenheim (1899-1978)
- Maria del Pilar (1891-1987)

## Utmärkelser
- Riddare av Serafimerorden, 18 december 1907.[9]